# Zemo Pshapi
Zemo Pshapi (en georgiano: ზემო ფშაფი; en abjasio: Аҩадахьтәи Ԥшьаԥ) es una aldea que pertenece a la parcialmente reconocida República de Abjasia, parte del distrito de Gulripshi, aunque de iure pertenece al municipio de Gulripshi de la República Autónoma de Abjasia de Georgia.

## Geografía
Zemo Pshapi se encuentra en la llanura del Mar Negro, a orillas del río Pshapi. La aldea se encuentra a 10 km de Gulripshi y se administra desde el pueblo de Dranda. 

## Historia
Los armenios llegaron de los pueblos de los alrededores en 1930. 

## Demografía
La evolución demográfica de Zemo Pshapi entre 1959 y 1989 fue la siguiente:
| 552                                                 | 930 |
| (Fuente: Population of Abkhazia since Soviet times) |     |

Antes de la guerra de Abjasia, la mayoría de la población local eran georgianos y armenios.

## Economía
Los residentes se dedican al cultivo de tabaco, té, maíz, cítricos, horticultura, ganadería y producción lechera. 

## Infraestructura

### Educación
El pueblo tenía una escuela de ocho años, una biblioteca y una guardería.